# 沃尔特·杜克斯
沃尔特·F·杜克斯（英語：Walter F. Dukes，1930年6月23日—2011年2月），美国NBA联盟前职业篮球运动员。